# حناوية (المالكية)
حناوية قرية سورية تتبع ناحية مركز المالكية في منطقة المالكية التابعة لمحافظة الحسكة في أقصى شمال شرق سورية. بلغ عدد سكانها 97 نسمة عام 2004. تقع على بعد 8 كم جنوب مدينة المالكية.